# René Tremblay
René Tremblay PC (* 12. November 1922 in Luceville, Québec; † 22. Januar 1968) war ein kanadischer Wirtschaftswissenschaftler, Hochschullehrer und Politiker der Liberalen Partei Kanadas, der einige Jahre Abgeordneter des Unterhauses sowie Minister war.

## Leben
Nach dem Schulbesuch absolvierte Tremblay ein Studium, das er mit einem Bachelor of Arts (B.A.) abschloss. Ein anschließendes Studium der Wirtschaftswissenschaften beendete er mit einem Lizenziat (Lic.Sc.Econ.) und lehrte danach als Professor für Wirtschaftswissenschaften.
Bei der Unterhauswahl vom 8. April 1963 wurde er als Kandidat der Liberalen Partei als Abgeordneter in das Unterhaus gewählt und vertrat in diesem bis zu seinem Tod den Wahlkreis Matapédia-Matane.
Am 22. April 1963 wurde Tremblay von Premierminister Lester Pearson als Minister ohne Geschäftsbereich in das 19. kanadische Kabinett berufen und war dort nach einer Regierungsumbildung vom 3. Februar 1964 bis zum 14. Februar 1965 Minister für Staatsbürgerschaft und Einwanderung, ehe er anschließend am 15. Februar 1965 Postminister (Postmaster General) wurde. Von diesem Amt trat er am 17. Dezember 1965 zurück, nachdem die konservativen Opposition ihm und dem damaligen Staatssekretär für Kanada Maurice Lamontagne zu Unrecht vorgeworfen hatte, in den sogenannten „Möbel-Skandal“ im Zuge des Konkurses des Montrealer Unternehmens Selkind Brothers verwickelt gewesen zu sein. Premierminister Pearson nahm mit Bedauern den Rücktritt an, da das politische Ansehen praktisch zerstört war.